# Лебёдка
Лебёдка — механизм, тяговое усилие которого передаётся посредством каната, цепи, троса или иного гибкого элемента от приводного барабана. Привод лебёдки может быть ручным (ручная лебёдка, кабестан), электрическим (электрическая лебёдка), от двигателя внутреннего сгорания, паровой машины. Лебёдка предназначается в основном для подъёма груза по вертикали, но иногда используется и для перемещения груза по горизонтали (турачка, шпиль, брашпиль). Обычная лебёдка с электроприводом состоит из электродвигателя, редуктора, барабана, рамы, тормозной системы. В случае необходимости некоторые лебёдки сочетают с полиспастом. В зависимости от исполнения лебёдки можно подразделить: по типу тягового органа — на канатные и цепные; по типу установки — на неподвижные (закреплённые на полу, стене, потолке) и передвижные (на тележках, передвигающихся по полу или по подвесным путям); по числу барабанов — на одно-, двух- и многобарабанные лебёдки; по типу барабана — на нарезные, гладкие и фрикционные. Грузовые лебёдки используются в подъёмных кранах и канатных экскаваторах.
Лебёдка автоматическая буксирная
Автоматическая буксирная лебёдка используется на морских буксирных судах и ледоколах для травления, выбирания, удержания и хранения буксирного троса.
Лебёдка автоматическая швартовная
Автоматическая швартовная лебёдка — элемент швартовного устройства. При отклонении нагрузки от установленной такая лебёдка подбирает или протравливает трос. При вытравливании всего троса лебёдка подаёт сигнал.
Лебёдка автомобильная
Автомобильная лебёдка — механизм, закреплённый на автомобиле и предназначенный для его перемещения путём наматывания троса, свободный конец которого зацеплен за неподвижный предмет, хорошо закреплённый или значительно большей массы.

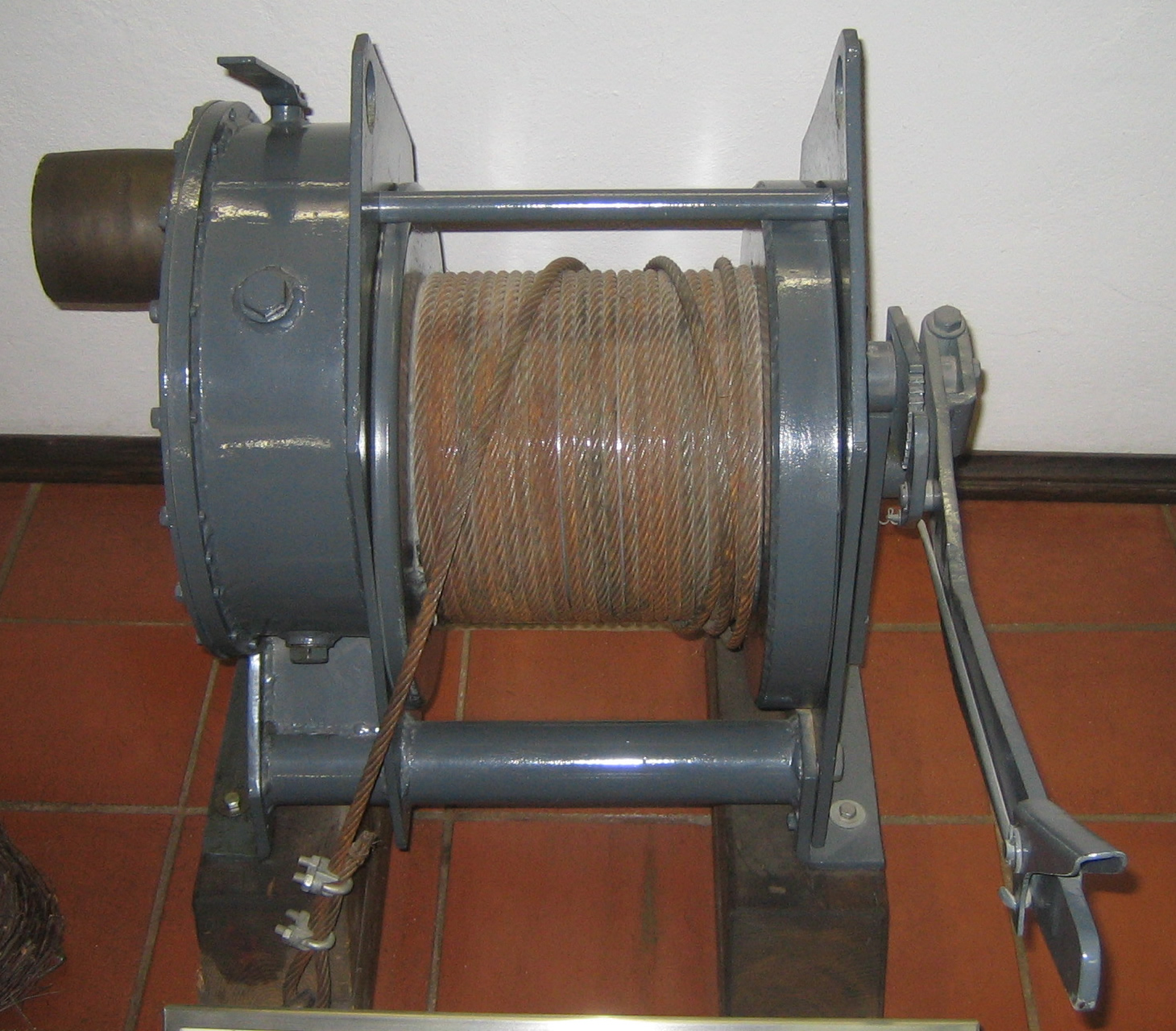

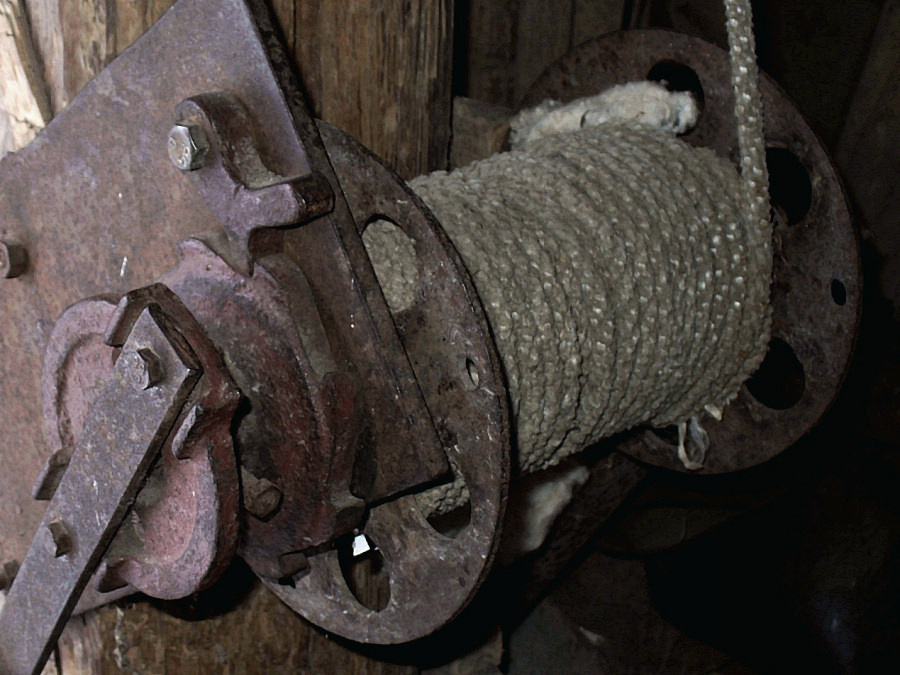
Ручная лебёдка

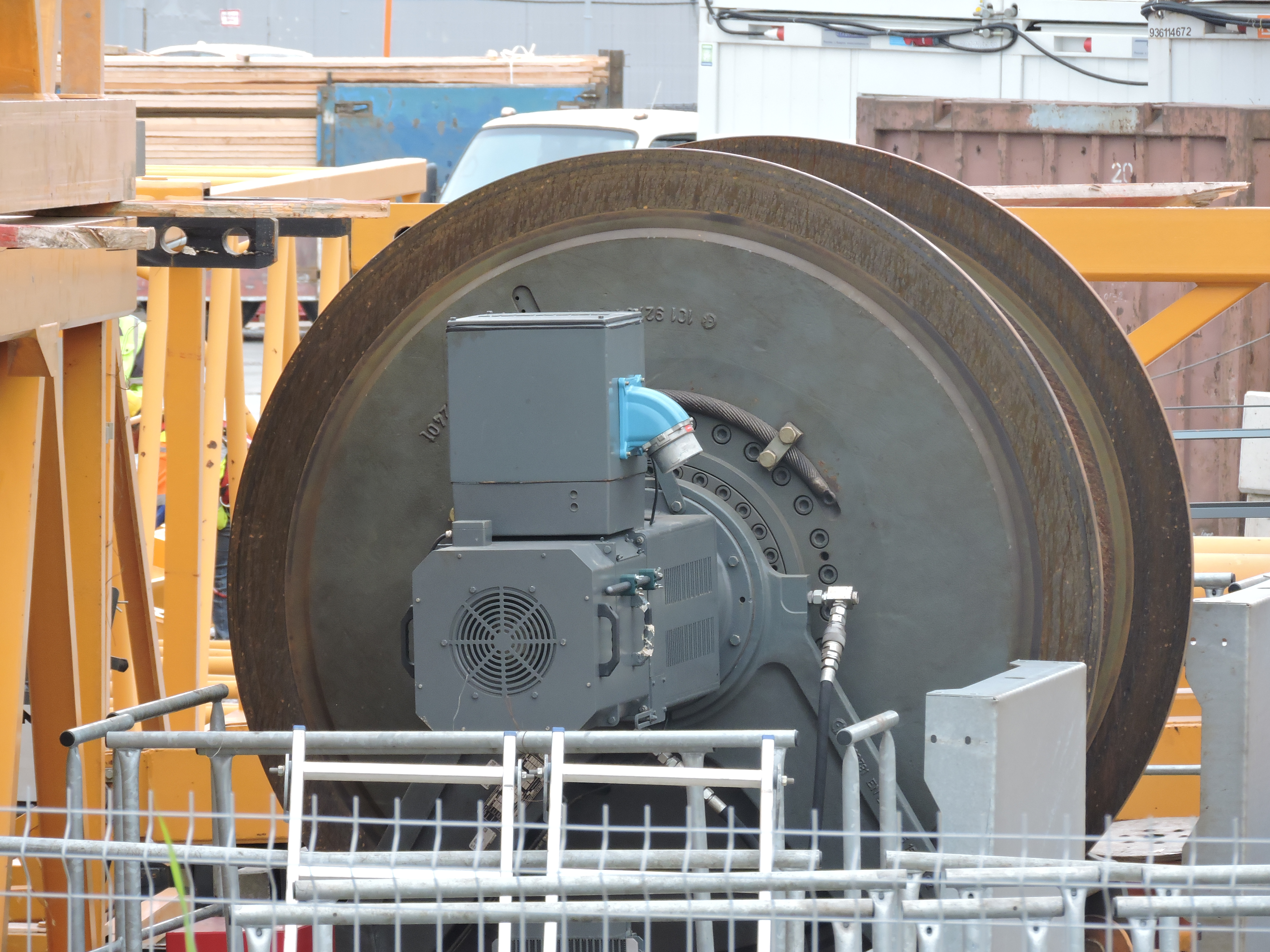
Грузовая лебёдка башенного крана

Автомобильные лебёдки бывают трёх типов:
- электрические, с питанием от автомобильного аккумулятора;
- механические лебёдки, приводимые в действие двигателем автомобиля. К раздаточной коробке подключается специальная коробка отбора мощности, от которой лебёдка и получает крутящий момент. Эти лебёдки отличают высокая мощность, неприхотливость и надёжность, возможность изменять скорость наматывания троса путём изменения оборотов двигателя. Основным недостатком механических лебёдок является их возможность установки только на внедорожники, раздаточная коробка которых допускает подключение коробки отбора мощности;
- Гидравлические лебёдки, работающие от гидромотора, который обычно приводится в действие насосом гидроусилителя руля. Гидравлические автомобильные лебёдки имеют ряд существенных преимуществ — высокая надёжность гидромотора, устойчивость к перегрузкам (при перегрузке гидромотор не ломается, а просто останавливается), возможность работать под водой (гидромотор — герметичен). К недостаткам данной лебёдки можно отнести невысокую скорость сматывания троса (данный параметр может быть критичным для спортсменов), невозможность работы при выключенном моторе, часто одного насоса гидроусилителя руля не хватает для одновременной работы лебёдки и гидроусилителя руля.

Лебёдка грузовая
Грузовая лебёдка — машина для подъёма или перемещения грузов с помощью тягового каната или цепи.
Лебёдка для монтажа кабельных линий
Гидравлическая натяжная машина (кабельная гидравлическая лебёдка) предназначена для протягивания силового кабеля в траншеях или через трубы. Представляет собой машину, оснащённую дизельным двигателем, гидравлической системой и рабочими колёсами (кабестанами), через которые пропускается лидер-трос. Принцип работы лебёдки для монтажа кабельных линий — двигатель приводит в движение кабестаны с заведённым на них лидер-тросом, который, в свою очередь, соединён с прокладываемым кабелем при помощи специальных приспособлений (вертлюг, чулок кабельный). Кабестаны, вращаясь, подтягивают трос, а за ним и кабель с одного конца траншеи, на котором расположен барабан с кабелем, к другому (где располагается лебёдка). Диапазон мощностей таких лебёдок довольно широк: от небольших с силой тяги от 0,5 тонн до сверхмощных с силой тяги до 400 тонн.
Лебёдка сценическая
Сценическая лебёдка — механизм, служащий:
- для натяжки тросов;
- для горизонтального и вертикального перемещения элементов декораций;
- для приведения в действие различных механизмов сцены.

Лебёдка топенантная
Топенантная лебёдка предназначена для подъёма и опускания грузовых стрел.